# Zbójnictwo

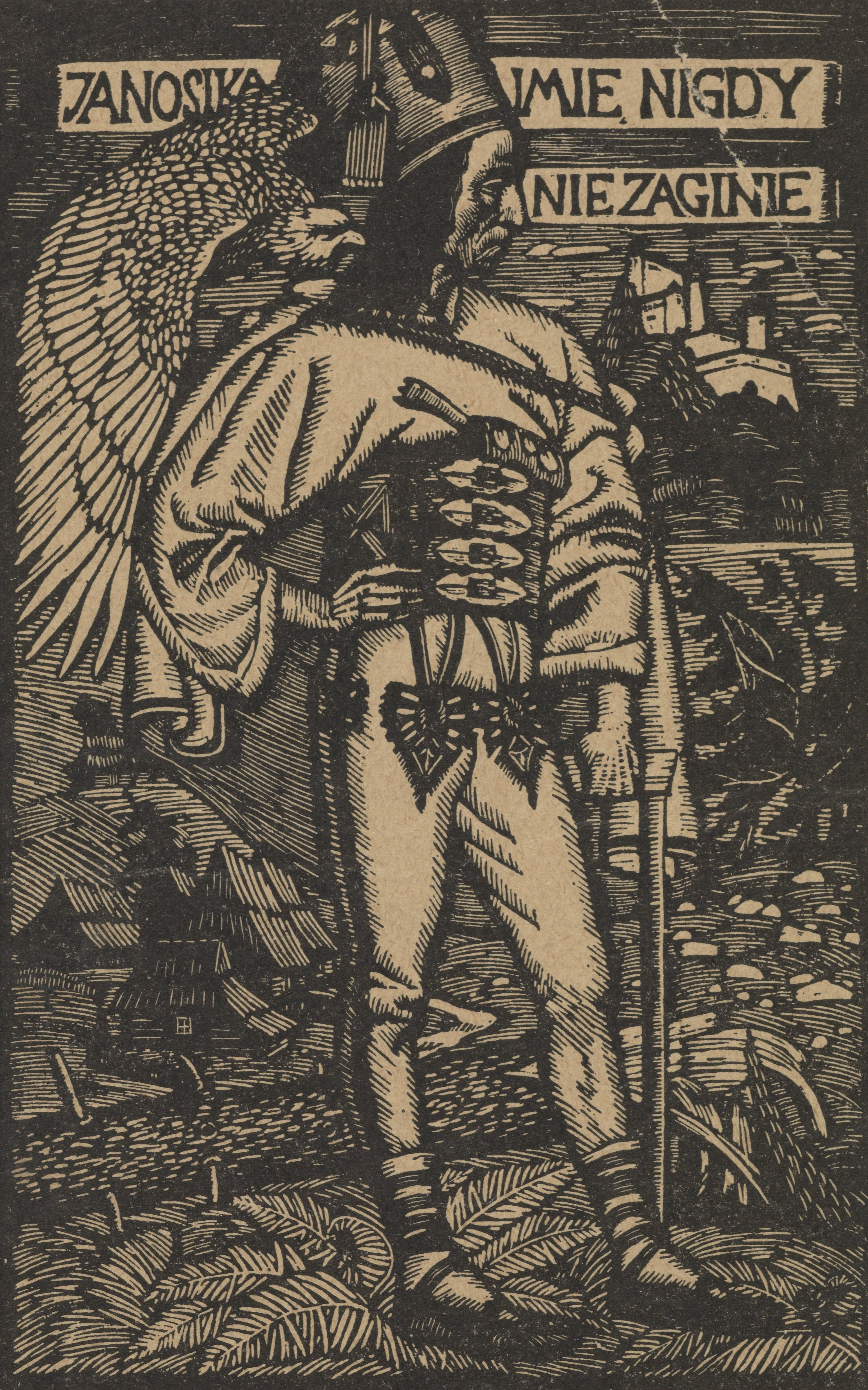
Postać Janosika w grawerowanym drewnie autorstwa Władysława Skoczylasa.

Zbójnictwo – proceder napadania na podróżnych lub mieszkańców wsi, miast i dworów szlacheckich.
Rozpowszechnione było w dawnej Polsce, przede wszystkim na obszarach górskich i podgórskich w XVI–XVIII w.  Stanowiło często jedną z form reakcji chłopów na ucisk feudalny. Grupy zbójeckie napadały najczęściej na dwory, probostwa i na kupców, a sporadycznie również na bogatych chłopów. Mimo tego w świadomości chłopskiej pozostały nazwiska zbójeckich hersztów, na przykład Janosika, Dowbosza czy Ondraszka, mobilizując chłopów do antyfeudalnych wystąpień. Zbójnictwo utrzymało się do pierwszej połowy XIX w., a zlikwidowane zostało przez wojska austriackie po rozbiorach Polski. Wcześniej do zwalczania zbójnictwa używano tzw. harników. Harnikami byli ułaskawieni przestępcy, z których tworzono grupę zbójecką do zwalczania zbójnictwa. Otrzymywali oni nawet niewielki żołd równy połowie żołdu piechura.  
Opinia o zbójnikach jako „szlachetnych złoczyńcach” kształtowała się przede wszystkim na początku XX w. pod wpływem literatury neoromantycznej. Jej źródłem były legendy góralskie.   
W wielu polskich utworach literackich występuje motyw zbójnictwa i postaci zbójników. Najwcześniej wprowadził do swoich utworów „bieszczadników” Wacław Potocki w XVII wieku, opisując bandyckie napady i okrutne zachowania górali (Schowanie nowomodne, Zamek szymbarski). Późniejsi autorzy to m.in. Stanisław Witkiewicz (Na przełęczy), Kazimierz Tetmajer (Orlice).